# Kelly Chen

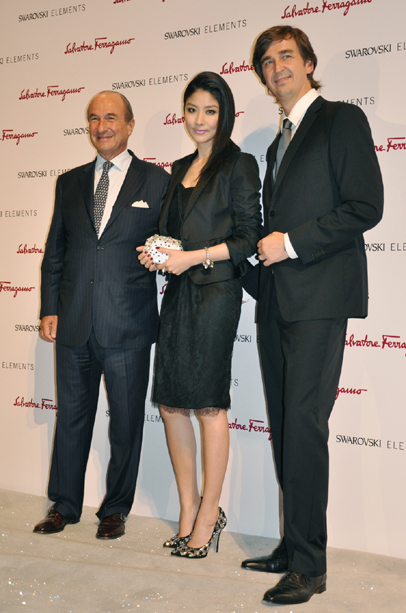
Kelly Chen – 陳慧琳, 2011

Kelly Chen (chinesisch 陳慧琳 / 陈慧琳, Pinyin Chén Hùilín, Jyutping Can4 Wai6lam4, kantonesisch Chan Wai-lam; * 13. September 1973 als 陳慧汶 / 陈慧汶,  Chén Hùiwèn, Jyutping Can4 Wai6man4, kantonesisch Chan Wai-man, englisch Vivian Wai-man Chen in Hongkong) ist eine vor allem in Hongkong bekannte chinesische Cantopop-Sängerin und Schauspielerin.

## Leben
Kelly Chen ging zunächst in Hongkong zur Grundschule, dann auf die Kobe Canadian Academy High School in Japan. Auf der Parsons School of Design in New York City machte sie ihren Abschluss zur Grafikdesignerin.
Außer in Hongkong und der Volksrepublik China ist sie auch in Taiwan, Japan und unter meist chinesischen Einwanderern in Nordamerika bekannt.
Als Hongkong-Chinesin ist ihre Muttersprache Kantonesisch. Sie spricht außerdem fließend Hochchinesisch, Japanisch, Englisch und Koreanisch.
Chen heiratete im Jahr 2008 ihren langjährigen Lebensgefährten, den Geschäftsmann Alex Lau. Das Paar hat zwei Kinder: einen 2009 und einen 2012 geborenen Sohn.

## Namen
Als geborene Hongkong-Chinesin wird ihr bürgerlicher Name im Kantonesischen Chan Wai Lam ausgesprochen. Viele international tätige Chinesen geben sich darüber hinaus einen englischen Namen, der für Nicht-Chinesen besser auszusprechen ist.

## Filmografie (Auswahl)
1995 erschien sie das erste Mal im Film Xian Yue Piao Piao (Heavenly Music Floating in the Air). Seitdem hat sie immer wieder kleine und große Rollen in Filmen wie z. B.:
- 1995: Whatever Will Be, Will Be (仙樂飄飄)
- 1996: Lost and Found (天涯海角)
- 1998: Anna Magdalena (安娜瑪德蓮娜)
- 1998: Hot War (幻影特攻)
- 1999: Metade Fumaca (半支煙) – Cameo-Auftritt
- 2000: Tokyo Raiders (東京攻略)
- 2000: And I Hate You So (小親親)
- 2000: Lavender (薰衣草)
- 2001: Calmi Couri Appassionati (冷靜與熱情之間)
- 2001: Merry Go Round (初戀拿喳麵) – Cameo-Auftritt
- 2002: Infernal Affairs (無間道)
- 2003: Infernal Affairs III (無間道 III)
- 2004: Breaking News (大事件)
- 2004: Super Model (我要做Model) - Cameo-Auftritt
- 2006: McDull, The Alumni (春田花花同學會) – OL
- 2007: It’s a Wonderful Life (心想事成)
- 2008: An Empress and the Warriors (江山美人)

Quelle: Hong Kong Movie Database

## Musik
Während ihrer langjährigen Karriere wurden auch viele Musikalben von ihr veröffentlicht, gesungen sowohl in Kantonesisch, Hochchinesisch, Japanisch und Englisch.
Traditionell eher elektronischen Technosounds zuzuschreiben, wurde ihre Musik mit Anfang dieses Jahrzehntes immer mehr von Pop-Klängen bestimmt, mitunter Balladen, R'n'B und Dance.